# Carl Gustaf Emil Mannerheim
Carl Gustaf Emil Mannerheim (ur. 4 czerwca 1867 w Askainen, zm. 27 stycznia 1951 w Lozannie) – fiński arystokrata, wojskowy, polityk, podróżnik i mąż stanu pochodzenia szwedzkiego, oficer armii rosyjskiej, po rewolucji lutowej i obaleniu caratu generał lejtnant armii rosyjskiej (od 25 kwietnia 1917), dowódca Białej Gwardii w wojnie domowej, regent efemerycznego Królestwa Finlandii (1918–1919), Naczelny Dowódca Sił Obrony Finlandii podczas wojny zimowej i prezydent w latach 1944–1946. Marszałek Finlandii, uznawany za bohatera narodowego.

## Życiorys

### Pochodzenie i młodość
Urodził się 4 czerwca 1867 roku w rodzinnej rezydencji Louhisaari (fiń. Louhisaaren kartano, szw. Villnäs slott) w miejscowości Askainen (szw. Villnäs), w Wielkim Księstwie Finlandii należącym do Imperium Rosyjskiego. Pochodził ze szwedzkiego rodu arystokratycznego Mannerheim, którego założycielem był pochodzący z Niemiec XVII-wieczny kupiec. Pod koniec XVIII wieku jego pradziadek, Carl Erik Mannerheim osiedlił się w Finlandii, należącej wówczas do Królestwa Szwecji (do 1809, kiedy to w konsekwencji przegranej przez Szwecję wojny z Rosją została ona wcielona do Imperium Rosyjskiego) . W rodzinie Mannerheima silne były tradycje podróżnicze, co miało znaczny wpływ na Carla Gustafa. Jego daleki kuzyn, Leonard Jägerskiöld był kapitanem korwety Griden, której załoga dopłynęła do ujścia rzeki Amur i założyła nad nim małą osadę, która po 1860 roku została rozbudowana przez rosyjską marynarkę wojenną w portowe miasto Władywostok. Wuj Carla Gustafa, szwedzki podróżnik Adolf Erik Nordenskiöld odkrył prowadzącą na Daleki Wschód Północną Drogę Morską, dopływając do cieśniny Beringa w 1879 roku.
Carl Gustaf Mannerheim był dzieckiem pisarza oraz przedsiębiorcy, hrabiego Carla Roberta Mannerheima (1835–1914) i jego żony, hrabiny Hedvig Charlotty Heleny (Hélène) von Julin (1842–1881), córki znanego fińskiego przemysłowca. Miał trzech braci: Carla Erika Johana (1865–1915), Carla Fridolfa Johana (1868–1934) i Carla Augusta Ludviga (1873–1910), oraz dwie siostry: Evę Charlottę Sophie (1863–1928) i Evę Hedvig Vilhelminę Johannę (1870–1958). Jako młodszemu synowi hrabiego przysługiwał mu tytuł barona. Po bankructwie prowadzonej przez siebie fabryki papieru ojciec Carla Gustawa opuścił rodzinę i wyjechał do Paryża z kochanką. Po śmierci matki, Hélène von Julin rodzeństwo zostało rozdzielone między członków rodziny. Nastoletni Carl Gustaf trafił pod opiekę wuja Alberta von Julina (1876–1918).

### Kariera wojskowa i polityczna
Jako czternastolatek wstąpił do Szkoły Kadetów w Haminie, skąd musiał odejść ze względów dyscyplinarnych. Przez krótki czas studiował na Uniwersytecie Helsińskim. Od 1887 był słuchaczem Mikołajewskiej Szkoły Oficerskiej Kawalerii w Petersburgu. Od 1889 służył jako kornet w 15 Aleksandryjskim Pułku Dragonów stacjonującym w Kaliszu. W 1891 staraniem swych krewnych został przeniesiony do Sankt Petersburga, do Gwardyjskiego Pułku Kawaleryjskiego. W 1896 roku uczestniczył w koronacji cara Mikołaja II, był także świadkiem masakry na Chodynce. Po wybuchu wojny rosyjsko-japońskiej wystąpił o przeniesienie na front. Po bitwie pod Mukdenem był leczony przez Richarda Faltina, z którym od dzieciństwa łączyła go przyjaźń. U schyłku wojny został awansowany do stopnia pułkownika.

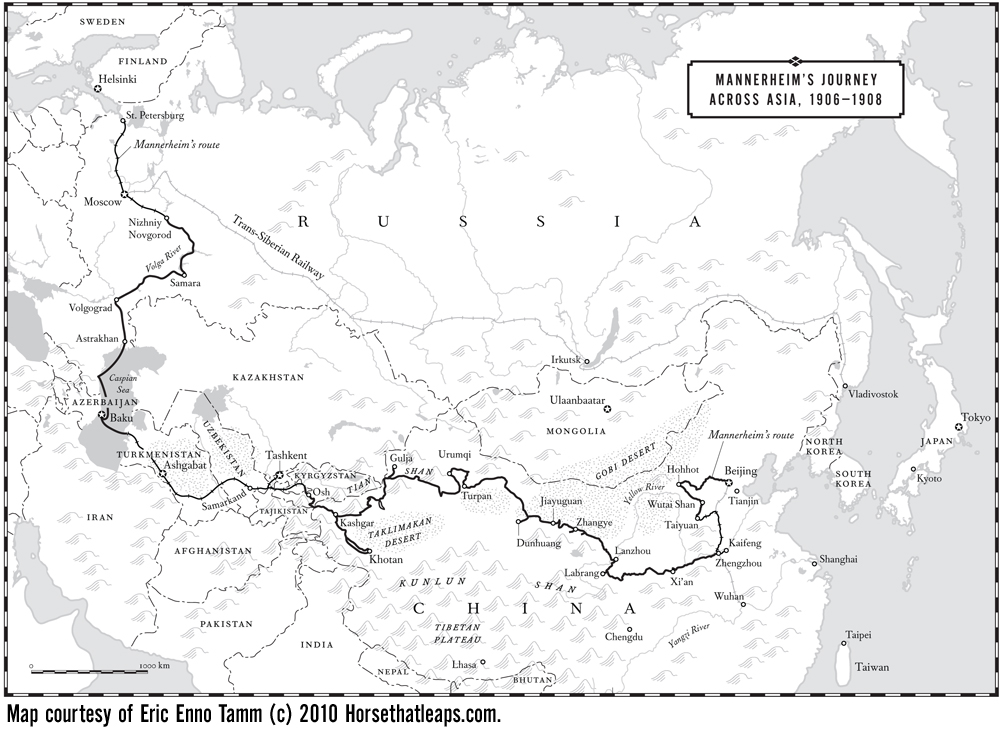
Trasa podróży Mannerheima do Pekinu

W latach 1906–1908 na zlecenie szefa sztabu armii carskiej gen. Fiodora Palicyna, udając naukowca odbył podróż z rosyjskiej Azji Centralnej poprzez wschodnie prowincje cesarstwa Qingów, aż do Pekinu, w celu zbadania zagrożenia dla państwa carów ze strony Chin oraz wpływów japońskich. Część drogi pokonał wspólnie z francuskim badaczem Paulem Pelliotem. Po sporządzeniu 130-stronicowego raportu udał się następnie wraz z rosyjskim ambasadorem w podróż do Japonii.
5 stycznia 1909 został przeniesiony do Królestwa Polskiego, gdzie objął dowództwo 13 Włodzimierskiego Pułku Ułanów w Mińsku Mazowieckim. 1 stycznia 1911 został dowódcą Lejb-Gwardyjskiego Pułku Ułanów Jego Wysokości, elitarnego pułku kawalerii w armii Imperium Rosyjskiego, którego koszary mieściły się w parku warszawskiego Belwederu. Następnie objął dowództwo Samodzielnej Brygady Kawalerii, wcześniej odmawiając podobnego stanowiska w jednostce stacjonującej w głębi Rosji.

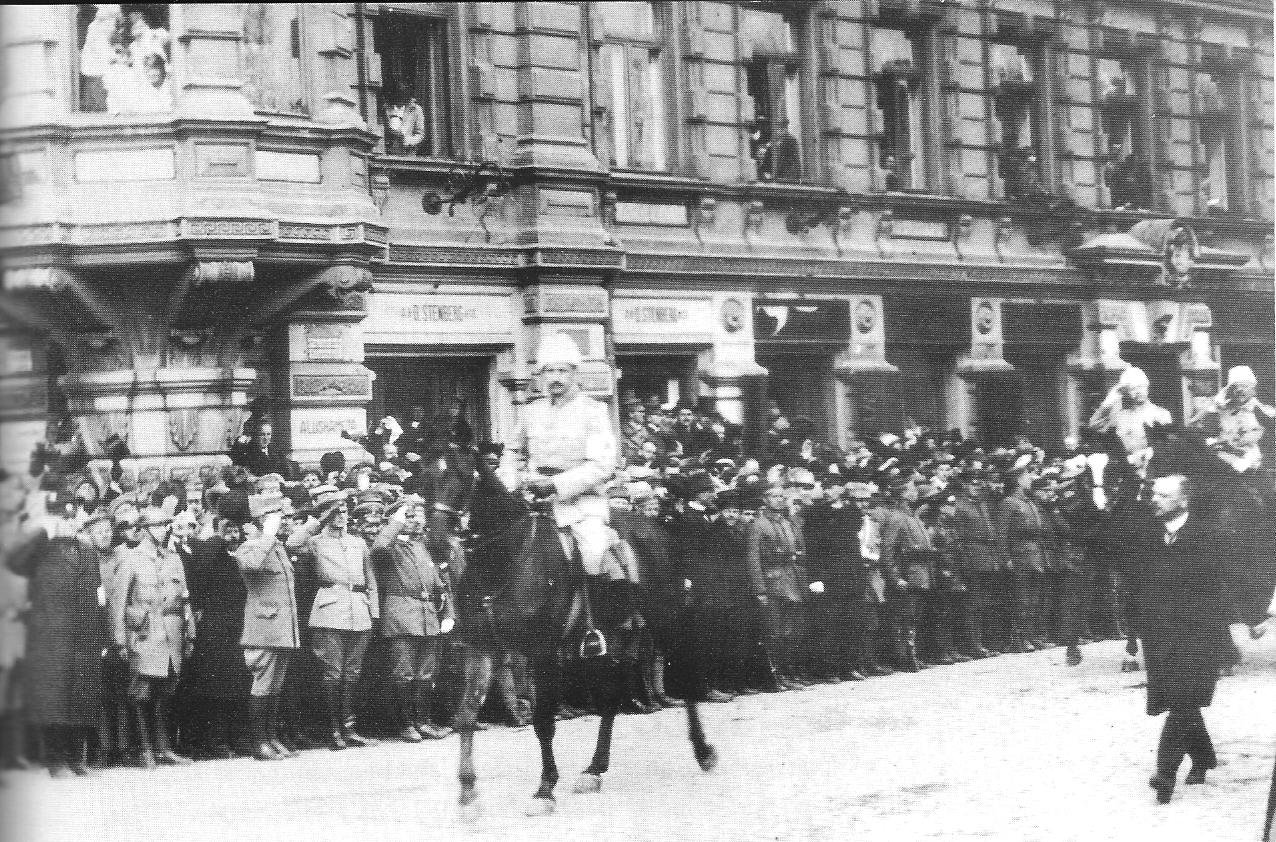
Parada Zwycięstwa nad Czerwonymi, Helsinki 1918

W czasie I wojny światowej był dowódcą związków taktycznych i dowódcą korpusu kawalerii. Został odznaczony Orderem Świętego Jerzego, awansowany do stopnia generała-majora, a następnie 22 kwietnia 1917, po rewolucji lutowej  i obaleniu caratu, do stopnia generała-lejtnanta.
Przewrót bolszewicki (rewolucja październikowa) zakończył jego służbę w armii rosyjskiej. W grudniu 1917 Mannerheim powrócił do Finlandii, która walczyła o niepodległość. Senat powierzył mu zadanie sformowania armii fińskiej i przywrócenia porządku w kraju. Po uzyskaniu przez Finlandię niepodległości (6 grudnia 1917) został mianowany naczelnym dowódcą wojsk fińskich (1917–1918). Pełnił też funkcję regenta Królestwa Finlandii od 12 grudnia 1918. W 1918 roku otrzymał niemieckie odznaczenie wojskowe – Krzyż Żelazny.
Oddziały Mannerheima rozbrajały rosyjskie garnizony na północy kraju, zajmując m.in. wielki arsenał w Vaasa. W tym czasie zorganizowana przez lewicę Czerwona Gwardia kontrolowała południe kraju, gdzie powstał rewolucyjny rząd (tzw. Ludowa Rada Finlandii). Przy pomocy oddziałów niemieckich tzw. Biała Armia pod dowództwem Mannerheima pokonała oddziały Czerwonej Gwardii do maja 1918 r., nie cofając się przed stosowaniem terroru i surowych represji. Przewidując upadek państw centralnych, Mannerheim wszedł w konflikt z proniemieckim Senatem i złożywszy dymisję wyjechał z kraju. Został wezwany do Finlandii ponownie w grudniu 1918 r., ażeby objąć funkcję regenta. Opowiadał się za wprowadzeniem w Finlandii monarchii, podczas tworzenia konstytucji domagał się umocnienia władzy głowy państwa. Gdy kraj przyjął republikańską formę rządów – wystąpił jako kandydat w wyborach prezydenckich, które przegrał. Jego ostatnią decyzją jako regenta było podpisanie konstytucji Republiki Finlandii w lipcu 1919 r. 25 lipca 1919 r. wycofał się z życia politycznego.
W następnych latach oficjalnie nie uczestniczył w polityce, ale zachowywał wpływy i działał w organizacjach społecznych, m.in. w Czerwonym Krzyżu. W latach 1919–1920 podróżował po Europie, odwiedził wtedy między innymi Polskę, gdzie spotkał się z Piłsudskim, który poinformował go o fiasku misji gen. Karnickiego. Mannerheim był w tym czasie zwolennikiem fińskiej interwencji w rosyjskiej wojnie domowej przeciw bolszewikom, pod warunkiem, że biali uznaliby niepodległość Finlandii.
W 1929 r. odmówił poparcia prawicowego zamachu stanu, choć zamachowcy oferowali mu władzę dyktatorską. W 1931 r., po przejęciu prezydentury przez Svinhufvuda, przyjął funkcję przewodniczącego Rady Obrony Państwa (do 1939), z której kilkukrotnie składał demonstracyjne dymisje protestując przeciw ignorowaniu potrzeb obronności przez polityków. Od 1933 r. marszałek polny. Jako głowa Rady Obrony zabiegał o wznowienie budowy umocnień na Przesmyku Karelskim, nazwanych później Linią Mannerheima.

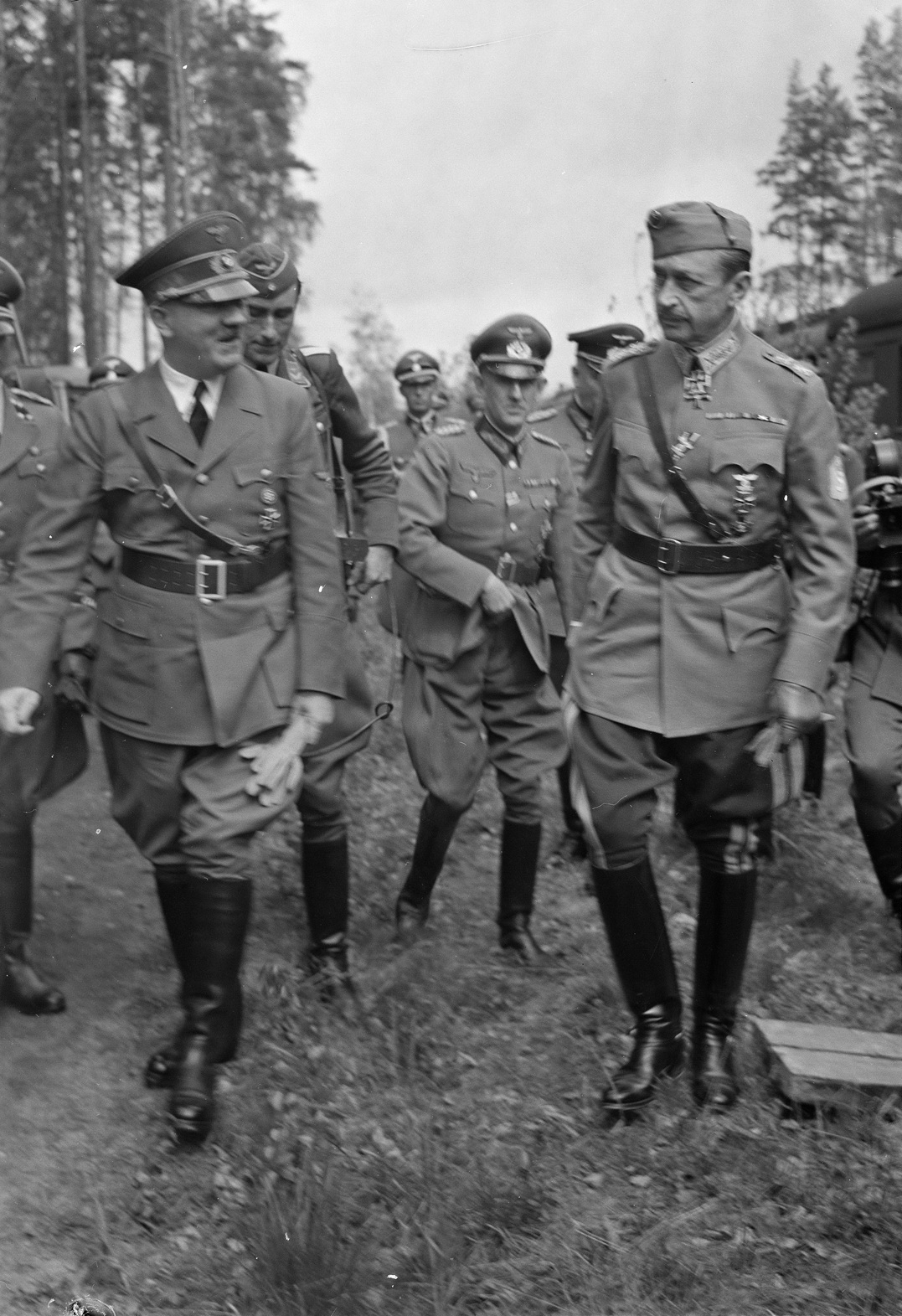
Adolf Hitler z wizytą u Carla Mannerheima na froncie z okazji 75. urodzin marszałka (1942)

Był naczelnym dowódcą armii fińskiej w czasie wojny zimowej (1939–1940) i wojny kontynuacyjnej (1941–1944). Pomimo olbrzymiej przewagi sowieckiej i niegotowości kraju do wojny, Finom udało się wówczas zadać atakującym znaczne straty i zachować niezależność kraju za cenę znacznych ustępstw terytorialnych.
Mimo nieprzyjaznej neutralności III Rzeszy w czasie wojny zimowej, Finlandia podjęła potem współpracę z Rzeszą, a w 1941 po niemieckim ataku na ZSRR została zaatakowana przez Związek Radziecki. Mannerheim wystrzegał się jednak formalnego sojuszu. Starał się unikać zbytniego zaangażowania po stronie Osi, odmówił m.in. wydania fińskich Żydów, uczestnictwa wojsk fińskich w oblężeniu Leningradu i zaatakowania kolei murmańskiej, wycofał ochotników fińskich z formacji SS oraz mimo stanu wojny utrzymywał kontakt z Churchillem i Rooseveltem.
Po ustąpieniu prezydenta Risto Rytiego Mannerheim 4 sierpnia 1944 r. został wybrany na prezydenta Finlandii, 19 września podpisał zawieszenie broni z ZSRR i zgodnie z jego warunkami skierował wojska fińskie przeciw Niemcom. 31 grudnia 1944 zrzekł się dowództwa nad armią. Ze względów zdrowotnych ustąpił z urzędu prezydenta 9 marca 1946 r. i wkrótce przeniósł się do Szwajcarii.

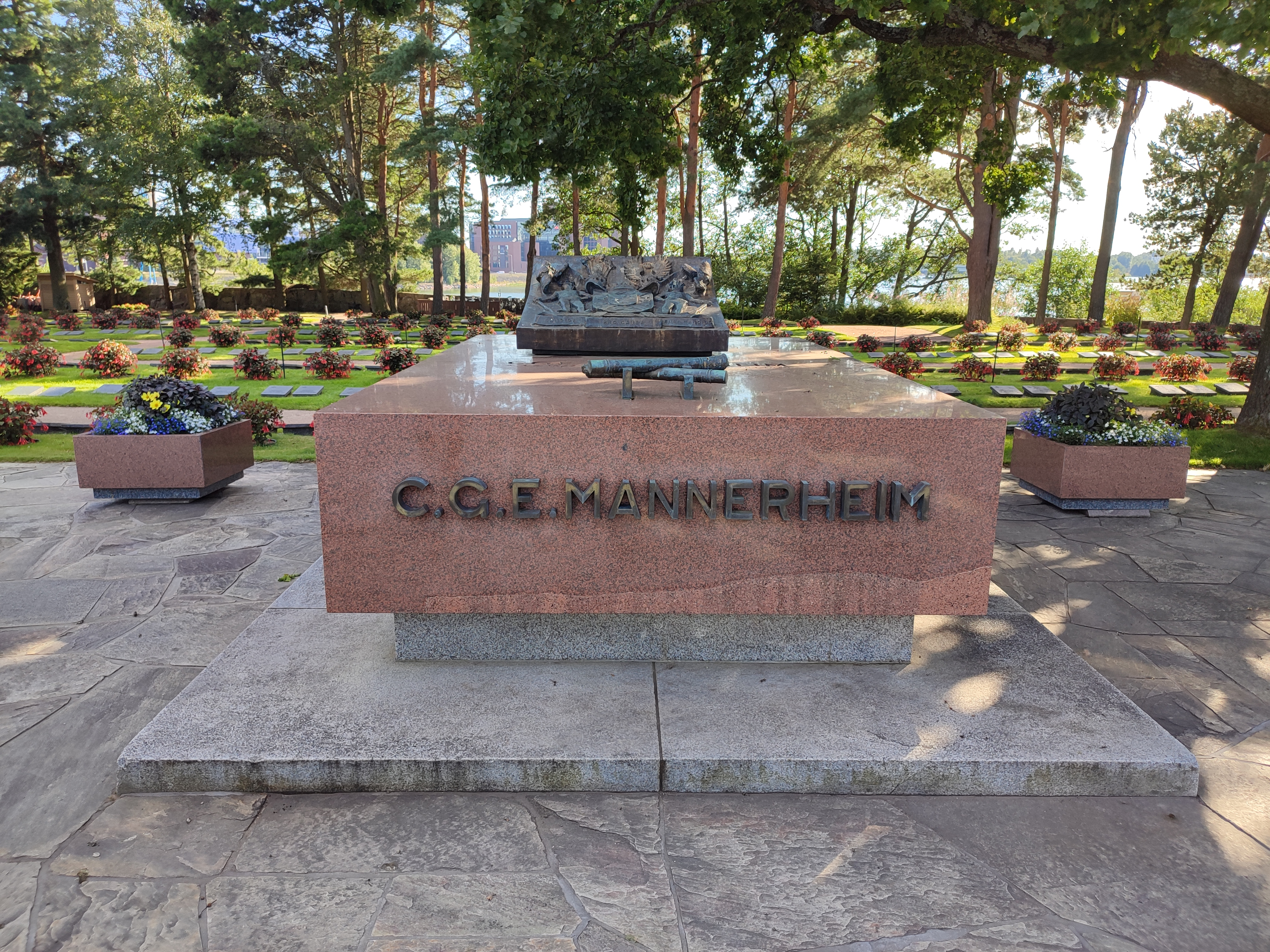
Grób Mannerheima na Cmentarzu Hietaniemi w Helsinkach

Zmarł 27 stycznia 1951 roku w Lozannie. Jego ciało sprowadzono do Finlandii. W pogrzebie uczestniczyło ponad 100 tys. osób. Został pochowany na cmentarzu Hietaniemi w Helsinkach.

## Znaczenie
Jest bohaterem narodowym Finlandii. W czasie rosyjskiej wojny domowej doprowadził do wyzwolenia swego kraju spod władzy Rosji, a następnie przyczynił się do zachowania jego niepodległości w latach II wojny światowej i okresie powojennym.
Udało mu się także zapobiec na konferencji pokojowej w Wersalu przekazaniu Wysp Alandzkich Szwecji i ich przynależność z korzyścią dla Finlandii rozstrzygnęła potem Liga Narodów.
Zasługi militarne dla kraju:
- zdobycie broni dla tworzących się sił zbrojnych Finlandii w 1918 dzięki zajęciu garnizonu rosyjskiego w mieście Vaasa[30].
- zabieganie o budowę umocnień na Przesmyku Karelskim[38].
- powstrzymanie ofensywy 3-krotnie silniejszej Armii Czerwonej (przy kilkukrotnie mniejszych stratach – 26 tys. wobec 127–168 tys. zabitych) w czasie wojny zimowej 1939–1940.

W grudniu 2004 r. Mannerheim został wybrany w fińskim programie telewizyjnym „Suuret suomalaiset” (Wielcy Finowie) największym Finem w dotychczasowej historii kraju.

## Życie prywatne

### Tożsamość narodowa i języki
Carl Gustaf Mannerheim określał się jako Fin, zaś Finlandię nazywał „swoim własnym krajem” – był przy tym przeciwnikiem jej rusyfikacji. Ponieważ wywodził się ze szwedzkiej rodziny, jego językiem ojczystym był język szwedzki, co wówczas było typowe dla większości fińskich oficerów. Język fiński był jego drugim językiem, a umiejętność płynnego posługiwania się nim opanował w wieku dorosłym, po 1917 roku. Oprócz języków szwedzkiego i fińskiego, znał ponadto: rosyjski, francuski, angielski, niemiecki, polski, portugalski i łacinę. Rozumiał również język mandaryński.

### Rodzina
2 maja 1892 roku w Petersburgu Carl Gustaf Mannerheim poślubił zamożną rosyjską dziedziczkę Anastazję Arapową (1872–1936), z którą miał dwie córki: Anastasie Mannerheim (1893–1977) i Sophy Mannerheim (1895–1963). Dziesięć lat po ślubie Mannerheim rozstał się z żoną, a w 1919 roku formalnie się z nią rozwiódł.
Od czasu jego służby w Mińsku bliska zażyłość łączyła go z księżną Marią Lubomirską, żoną Zdzisława Lubomirskiego, z którą korespondował potem przez wiele lat.

## Odznaczenia
Fińskie
- Order Krzyża Wolności z Mieczami I klasy (6.4.1918)
- Order Krzyża Wolności z Mieczami IV klasy (6.4.1918)
- Krzyż Wielki Orderu Krzyża Wolności (30.4.1918)
- Krzyż Wielki Orderu Białej Róży Finlandii (13.5.1919)
- Krzyż Wielki z Mieczami Orderu Krzyża Wolności (20.3.1940)
- Medal Orderu Krzyża Wolności (16.5.1940)
- Order Krzyża Wolności I klasy (7.10.1941) – Krzyż Mannerheima
- Order Krzyża Wolności II klasy (7.10.1941) – Krzyż Mannerheima
- Łańcuch Orderu Białej Róży Finlandii (4.6.1944)
- Krzyż Wielki Orderu Lwa Finlandii (4.8.1944)

Zagraniczne
- Kawaler Orderu Franciszka Józefa (1895, Austro-Węgry)
- Kawaler Orderu Świętych Maurycego i Łazarza (1902, Włochy)
- Krzyż Złoty Orderu Zbawiciela (1902, Grecja)
- Order Świętego Stanisława II klasy (21.4.1905, Rosja)
- Order Świętego Włodzimierza IV klasy z mieczami (18.11.1905, Rosja)
- Oficer Legii Honorowej (1912, Francja)
- Order Świętego Jerzego IV klasy (18.12.1914, Rosja)
- Order Świętego Włodzimierza II klasy (26.1.1916, Rosja)
- Order Świętej Anny I klasy (Rosja)
- Order Świętego Stanisława I klasy (Rosja)
- Krzyż Żelazny I klasy (1918, Niemcy)
- Order Serafinów (1919, Szwecja)[63]
- Order Miecza I klasy (1918, Szwecja)[64][65]
- Order Wazów V klasy (Szwecja)[65]
- Krzyż Wielki Orderu Danebroga (1919, Dania)
- Order Słonia (1919, Dania)[66]
- Order Krzyża Orła I klasy (6.6.1930, Estonia)[67]
- Order Estońskiego Czerwonego Krzyża I klasy (23.11.1932, Estonia)[68]
- Krzyż Wielki Orderu Imperium Brytyjskiego (1938, Wielka Brytania) – wer. cywilna
- Krzyż Żelazny II klasy z okuciem ponownego nadania (1939, Niemcy)
- Krzyż Wielki Legii Honorowej (1940, Francja)
- Krzyż Rycerski Orderu Żelaznego Krzyża (18.8.1941, Niemcy)
- Order Michała Walecznego III klasy (1.11.1941, Rumunia)
- Order Michała Walecznego II klasy (1.11.1941, Rumunia)
- Order Michała Walecznego I klasy (1.11.1941, Rumunia)
- Krzyż Wielki Orderu Zasługi z Mieczami (1942, Węgry)
- Order Korony Króla Zwonimira (1942, Chorwacja)
- Wielki Oficer Orderu Sabaudzkiego Wojskowego (23.5.1942, Włochy)
- Wielka Wstęga Kwiatów Paulowni Orderu Wschodzącego Słońca (1942, Japonia)
- Krzyż Wielki Orderu Zasługi Orła Niemieckiego (4.6.1942, Niemcy)
- Krzyż Rycerski Orderu Żelaznego Krzyża z Liśćmi Dębu (8.8.1944, Niemcy)